# Kurt Schubert
Kurt Schubert (Wenen, 4 maart 1923 - aldaar, 4 februari 2007) was een Oostenrijkse hebraïcus en judaïst die als de nestor van zijn vakgebied gold.
In de jaren dertig zat hij op het gymnasium en maakte in die tijd de Anschluss van 1938 mee (de annexatie van Oostenrijk door nazi-Duitsland). De daaropvolgende vervolging van de Joden door de nazi's deed de rooms-katholieke Schubert besluiten zich op de wetenschappelijke studie van het jodendom toe te leggen. Omdat hij vanwege astma was vrijgesteld van militaire dienst, kon hij tijdens de oorlog oriëntalistiek aan de Universiteit van Wenen studeren waarbij hij onder meer Hebreeuws leerde. Tijdens de oorlog was hij lid van het Oostenrijkse verzet en van de onwettig verklaarde Katholischer Hochschuljugend.
Zijn deelname aan de luchtbescherming stelde hem in staat de bibliotheek van de Weense rabbinale opleiding te redden en in 1945 na afloop van de oorlog zorgde hij ervoor dat deze naar het toenmalige Mandaatgebied Palestina (het huidige Israël) werd doorgestuurd. In april van datzelfde jaar wist Schubert van de Sovjet-Russische bezettingsmacht gedaan te krijgen dat de Weense universiteit weer kon gaan functioneren. Het Sovjet-Russische leger belastte hem met de heropening in mei. Op 2 mei hield hij zijn eerste universitaire lezing, deze ging over de Hebreeuwse taal.
Schubert die vlak voor het einde van de oorlog nog was gepromoveerd, was vervolgens als leraar en vanaf 1948 als hoogleraar Hebreeuws en judaïstiek aan de Universiteit van Wenen werkzaam waarbij hij de eerste jaren was ondergebracht bij het instituut voor oriëntalistiek. In 1959 kwam er een speciale leerstoel voor judaïstiek (door hem bekleed) en in 1966 een bijbehorend instituut. Dankzij zijn inspanningen werd in 1972 in Eisenstadt het Österreichisches Jüdisches Museum geopend. In 1993 ging hij met emeritaat.
Schubert was de eerste die in de Duitse taal over de Dode Zeerollen publiceerde. Verder was hij actief betrokken bij de joods-christelijke dialoog en de bestrijding van het antisemitisme.
Na reeds geruime tijd ziek te zijn geweest overleed Schubert op 83-jarige leeftijd.